# Winston-Salem
Winston-Salem je město v americkém státě Severní Karolína, správní centrum okresu Forsyth County. Má 241 200 obyvatel (659 330 včetně aglomerace, odhad 2015) a je 88. nejlidnatějším městem USA. Nachází se na úpatí pohoří Sauratown Mountains a spolu se sousedními městy Greensboro a High Point tvoří region zvaný Piedmont Triad.

## Historie

### Salem

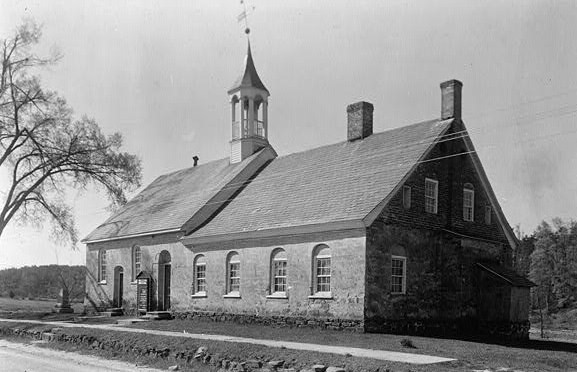
Bethabara, kostelík Moravanů – kulturní památka

- Na území, které Moravští bratři získali v lednu 1753 a nazvali jej podle bývalého rakouského majetku rodiny Zinzendorfovy „Wachau“ (Wachovia), založili Moravané několik osad. První byla Bethabara (17.11. 1753) a v čele této misie stál biskup August Gottlieb Spangenberg. V Bathabaře zemřel 21. 12. 1787 Matouš (Matthäus) Stach (*14. 2. 1711 Mankovice), exulant od roku 1728.[2]
- Druhá obec, založena dne 6. ledna 1766, byla na přání zesnulého Mikuláše Ludvíka Zinzendorfa pojmenována Salem (pro mír). V roce 1856 se stala městem.[3]

### Winston
Roku 1849 bylo severně od Salemu založeno nové město jako sídlo okresní správy a o dva roky později dostalo název Winston na počest poručíka Josepha Winstona (1746–1815), účastníka války za nezávislost a severokarolínského senátora. Díky tabákovému průmyslu nové město brzy přerostlo původní Salem a v roce 1913 se konalo referendum, které rozhodlo o spojení obou měst pod názvem Winston-Salem.

## Ekonomika
Město má tradici tabákového (firma R. J. Reynolds Tobacco Company, vyrábějící cigarety značky Camel, odtud přezdívka Winston-Salemu Camel City), textilního (továrna Hanesbrands) a potravinářského průmyslu, od konce 20. století je však většina obyvatel zaměstnána v terciárním sektoru: banky BB&T a Wells Fargo, nemocnice Wake Forest Baptist Medical Center. Winston-Salemem prochází dálnice U.S. Route 52. Nacházejí se zde vysoké školy Wake Forest University, Winston-Salem State University a University of North Carolina School of the Arts, množství vědeckých a uměleckých institucí přineslo městu oficiální označení City of the Arts and Innovation. Vychází zde deník Winston-Salem Journal. Atrakcemi pro turisty jsou technické muzeum SciWorks, výtvarná galerie Reynolda House Museum of American Art a památkově chráněné historické usedlosti Bethabara a Old Salem. Koná se zde filmový festival RiverRun International Film Festival. Charakteristickou dominantou města je 140 metrů vysoký mrakodrap 100 North Main Street, postavený roku 1995 podle projektu Césara Pelliho.

## Demografie
Podle sčítání z roku 2010 tvoří 51,2 % obyvatel města běloši a 34,7 % černoši. Hispánského původu je 14,7 % obyvatel. Za věřící se označuje 54,14 % obyvatel, nejrozšířenějším náboženstvím je baptismus.

## Sport
Ve městě sídlí baseballový klub Winston-Salem Dash (pojmenovaný podle spojovníku, anglicky dash, v názvu města), který je farmou Chicago White Sox. Od roku 2011 se každoročně hraje mužský tenisový turnaj Winston-Salem Open.

## Partnerská města
- Ungheni, Moldavsko
- Kumasi, Ghana
- Nassau, Bahamy
- Šanghaj, Čína
- Buchanan, Libérie

## Slavní rodáci
- Kathryn Graysonová (1922–2010), americká herečka a sopránistka[6]
- Jennifer Ehle (* 1969), americká filmová a divadelní herečka[7]
- Chris Paul (* 1985), americký profesionální basketbalista[8]
- B.o.B (* 1988), americký rapper a hudební producent[9]